# Ginnastica ai Giochi della XXVII Olimpiade - Trampolino maschile
La gara si è disputata il 23 settembre al Sydney SuperDome e ha visto la partecipazione di 12 atleti. Si è svolto un turno con esercizi obbligatori e uno con esercizi a scelta; i primi 8 hanno effettuato la finale.

## Finale
| Pos | Ginnasta             | Nazione       | Polonia (bandiera) | Brasile (bandiera) | Danimarca (bandiera) | Australia (bandiera) | Portogallo (bandiera) | Diff. | Totale |
| --- | -------------------- | ------------- | ------------------ | ------------------ | -------------------- | -------------------- | --------------------- | ----- | ------ |
|     | Alexander Moskalenko | Russia        | 9.0                | 9.0                | 9.3                  | 9.4                  | 9.4                   | 14.00 | 41.70  |
|     | Ji Wallace           | Australia     | 8.5                | 8.7                | 8.3                  | 8.4                  | 8.4                   | 14.00 | 39.30  |
|     | Mathieu Turgeon      | Canada        | 8.3                | 8.2                | 8.4                  | 8.5                  | 8.4                   | 14.00 | 39.10  |
| 4   | David Martin         | Francia       | 8.8                | 8.8                | 8.9                  | 9.1                  | 9.1                   | 12.00 | 38.80  |
| 5   | Dimitri Polyarush    | Bielorussia   | 8.4                | 8.4                | 8.6                  | 8.4                  | 8.5                   | 12.80 | 38.10  |
| 6   | Lee Brearley         | Gran Bretagna | 8.4                | 8.5                | 8.3                  | 8.3                  | 8.4                   | 12.80 | 37.90  |
| 7   | Alan Villafuerte     | Paesi Bassi   | 5.6                | 5.5                | 5.5                  | 5.6                  | 5.7                   | 10.90 | 27.60  |
| 8   | Olexander Chernonos  | Ucraina       | 1.5                | 1.6                | 1.5                  | 1.5                  | 1.5                   | 3.00  | 7.50   |